# 国际工会联合会
国际工会联合会（英語：International Trade Union Confederation），简称国际工联（ITUC，CSI），是现在世界上最大的跨国工会组织。它在161个国家拥有325个附属组织，共计1.76亿会员。
国际工联认为其历史可追溯到第一国际，因此2014年是其创立150周年。

## 历史
2006年11月1日，由国际自由工会联合会与世界劳工联合会合并组建，创立大会在维也纳召开。原国际自由工联总书记盖伊·赖德当选为国际工联总书记。夏兰·巴洛当选为国际工联主席。。
2010年6月21-25日在温哥华举办了国际工联第二次代表大会。澳大利亚工会理事会主席、国际工联主席夏兰·巴洛当选为国际工联总书记。德国工联主席迈克尔·佐默尔当选为国际工联主席。
2019年8月17日發表聲明，呼籲旗下來自163個國家的331工會組織，向各國的中華人民共和國大使館進行抗議，要求香港政府釋放反對逃犯條例修訂草案運動中的被捕人士，並且獨立調查侵犯人權的警暴。

## 组织结构

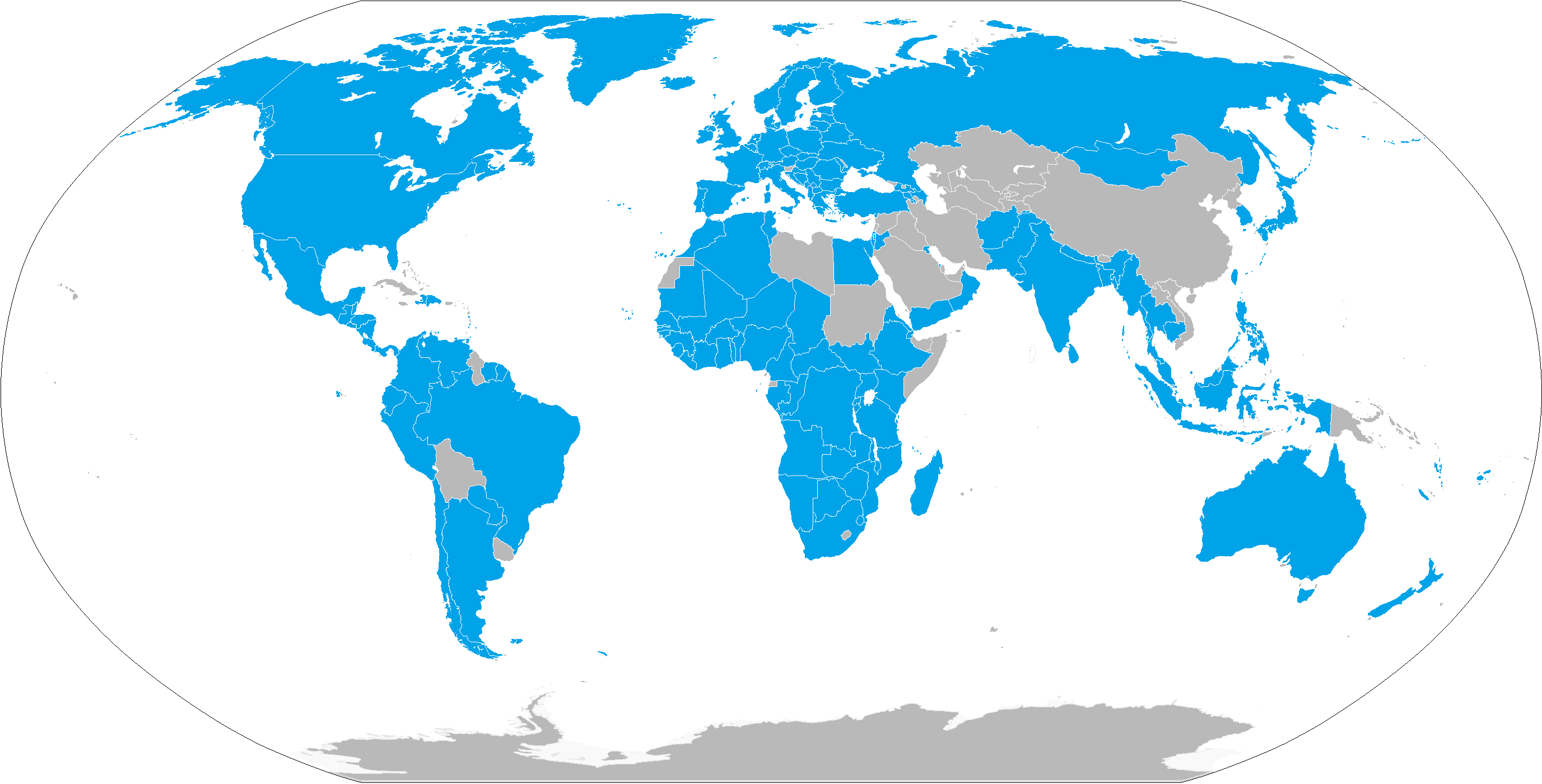
蓝色国家和地區存在國際工會聯合會成員

泛欧区域理事会是国际工联在欧洲的工会组织，建立于2007年3月19日，包括87个国家工会，会员8700万人。与欧洲工会联合会既合作又竞争。

### 引用
1. ↑  . ITUC.   [2010-07-04]. （原始内容存档于2010-07-03）.
2. ↑  . ILO Online press room.   [2006-11-03]. （原始内容存档于2013-12-19）.
3. ↑  .   [2014-09-29]. （原始内容存档于2009-01-15）.
4. ↑  . ITUC. 2006-11-02  [2010-01-17]. （原始内容存档于2011-07-16）.
5. ↑  
. ABC News.   [2006-11-03].[永久]
6. ↑  . ITUC Online.   [2010-07-04]. （原始内容存档于2010-07-03）.
7. ↑  https://www.ituc-csi.org/increased-repression-in-hong-kong?fbclid=IwAR1jWuRZW8fXW5fHtraZFA8qAbxrfHqoKqmCZuRXrnoTK1PrLGqMtD-L-bY&lang=en （页面存档备份，存于） Increased repression in Hong Kong: now is the time to act!